# هانز زندر
هانز زندر (بالألمانية: Hans Zender)‏ (و. 1936 – م) هو ملحن، وموزع (موسيقى) من ألمانيا. ولد في فيسبادن
وهو عضو في الأكاديمية البافارية للفنون الجميلة وأكاديمية الفنون في برلين.

## جوائز
حصل على جوائز منها:
- جائزة غوته.

## روابط خارجية
- هانز زندر على موقع IMDb (الإنجليزية)
- هانز زندر على موقع مونزينجر (الألمانية)
- هانز زندر على موقع ميوزك برينز (الإنجليزية)
- هانز زندر على موقع أول ميوزيك (الإنجليزية)
- هانز زندر على موقع ديسكوغز (الإنجليزية)